# The Haematobic EP
The Haematobic EP es un EP lanzado por la banda Aborted, incluye dos videoclips, de las canciones 'Meticulous Invagination' y 'The Saw & The Carnage Done' y un video en vivo de las canciones 'Parasitic Flesh Resection', 'The Holocaust Incarnate' y 'Eructations Of Carnal Artistry'

## Lista de canciones
1. "Gestated Rabidity" – 4:13
2. "Drowned" – (Entombed Cover) 3:46
3. "Voracious Haemaglobinic Syndrome" – 4:06
4. "The Sanctification Of Refornication" – 3:44
5. "Parasitic Flesh Resection (Live)" – 2:05
6. "The Holocaust Incarnate (Live)" – 7:04

## Integrantes
- Bart - Guitarra
- Fred - Bajo
- Thijs - Guitarra
- Sven - Vox
- Dirk Verbeuren - Batería